# Hof van Beroep voor Boven-Norrland

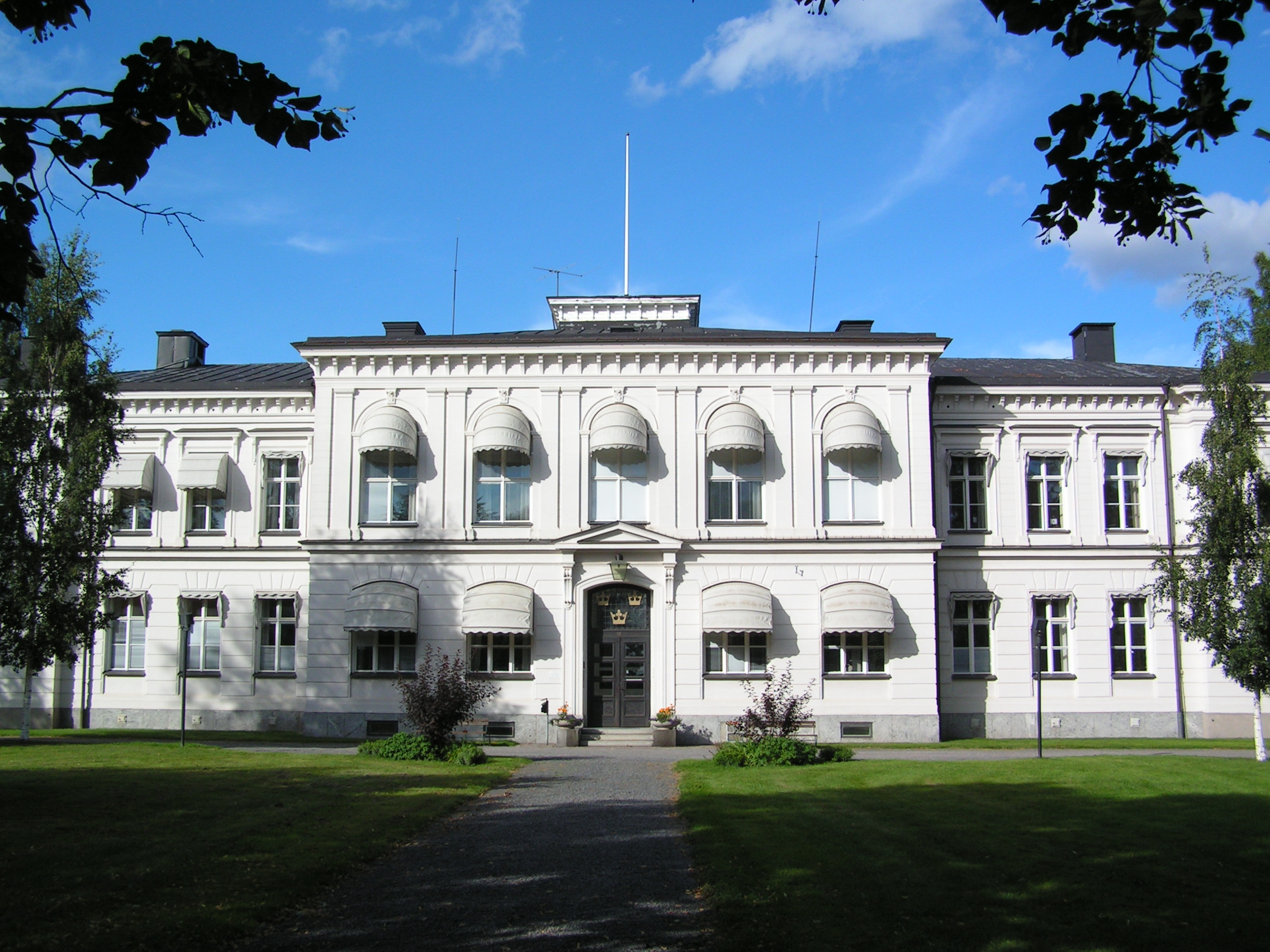
Het Hof van Beroep voor Boven-Norrland.

Wapenschild Hof van Beroep voor Boven-Norrland.

Jurisdictiegebied (rood gedeelte op de kaart).

Het Hof van Beroep voor Boven-Norrland (Zweeds: Hovrätten för Övre Norrland) is een hovrätt (hoogste rechterlijke instantie in Zweden) van het arrondissement Boven-Norrland dat het gehele gebied van de provincies Västerbottens län en Norrbottens län bestrijkt. De hovrätt heeft zijn zetel in Umeå, in een van de oudste huizen in de stad. Het is een van de weinige stenen huizen die werden gebouwd voor de grote brand die de stad in 1888 grotendeels vernietigde.

## Het gebouw
Het grote witte gebouw werd gebouwd in 1886-1887 in een neorenaissancestijl, ontworpen door de architect Johan Nordquist. De eerste jaren werd het huis gebruikt als een school voor het opleiden van leraren voor de Folkskola. Het gebouw omvatte de woonplaats van het schoolhoofd, klaslokalen, een auditorium en de sportschool. Het gebouw was omgeven door een klein park.
In de jaren 1920 werd het gebouw niet meer gebruikt als een school en werd het enkele jaren gebruikt als cultureel centrum met zowel een bibliotheek als een museum. De grote zaal werd gebruikt als theater- en concertzaal.
In de jaren 1950 werd het huis uitgebreid zowel in oostelijke als westelijke richting. De binnenkant van het huis werd later meerdere malen gerenoveerd, voor het laatst in 1999.

## Het Hof van Beroep

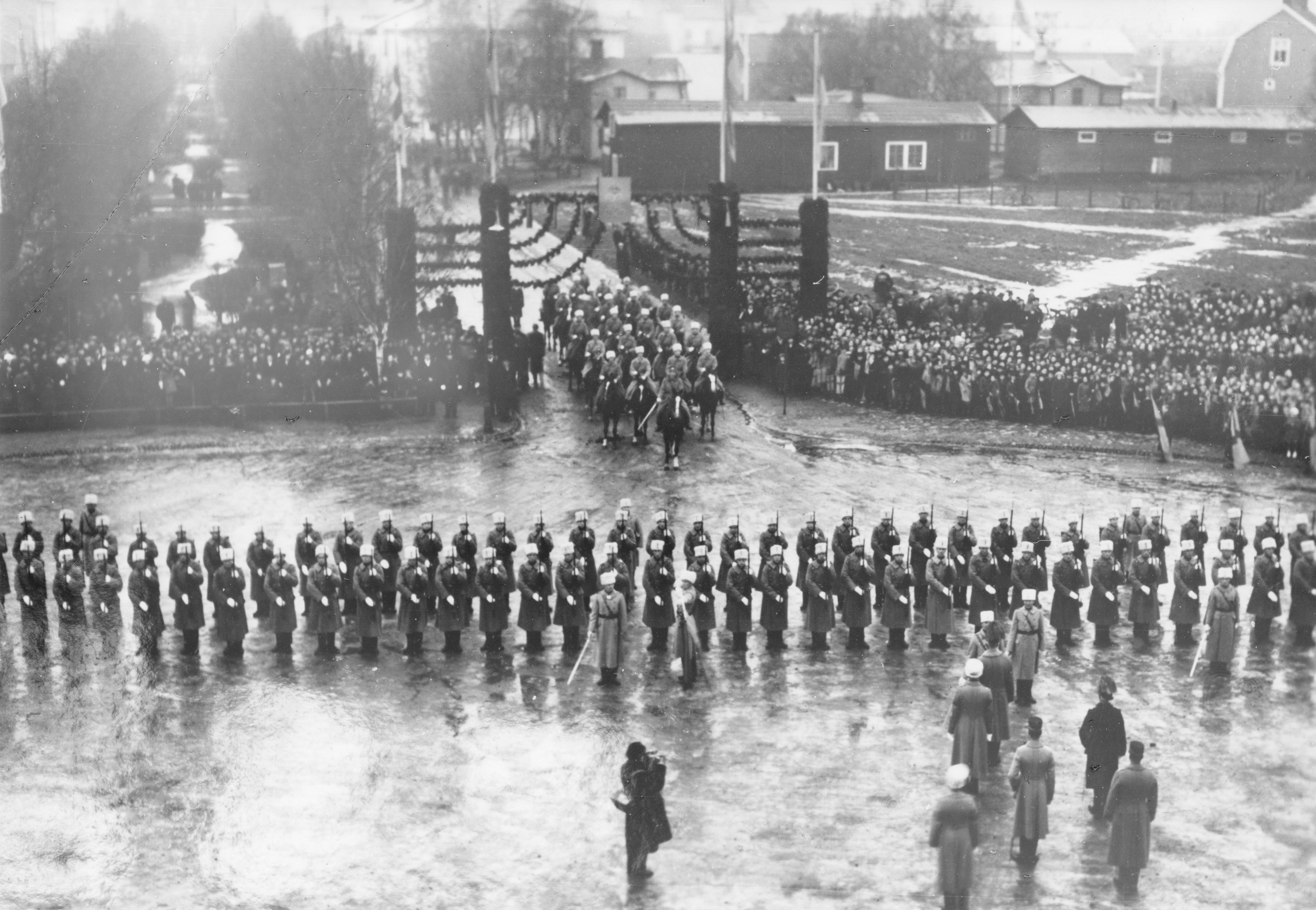
De erewacht tijdens de inhuldiging in 1936, wachtend op de komst van koning Gustaaf V.

Op 16 december 1936 werd het hof van beroep voor Boven-Norrland ingehuldigd door koning Gustaaf V. De rechtbank was een afscheiding van het hof van beroep van Svea om de werklast daar te verminderen.
De president van het hof van beroep is sinds 2012 Margareta Bergström, die Anders Iacobaeus opvolgde. De president is voorzitter van de administratieve dienst en de juridische afdeling, die op hun beurt zijn samengesteld uit leden van de rechtbank en een verwerkingseenheid.